# Eenumerhoogte

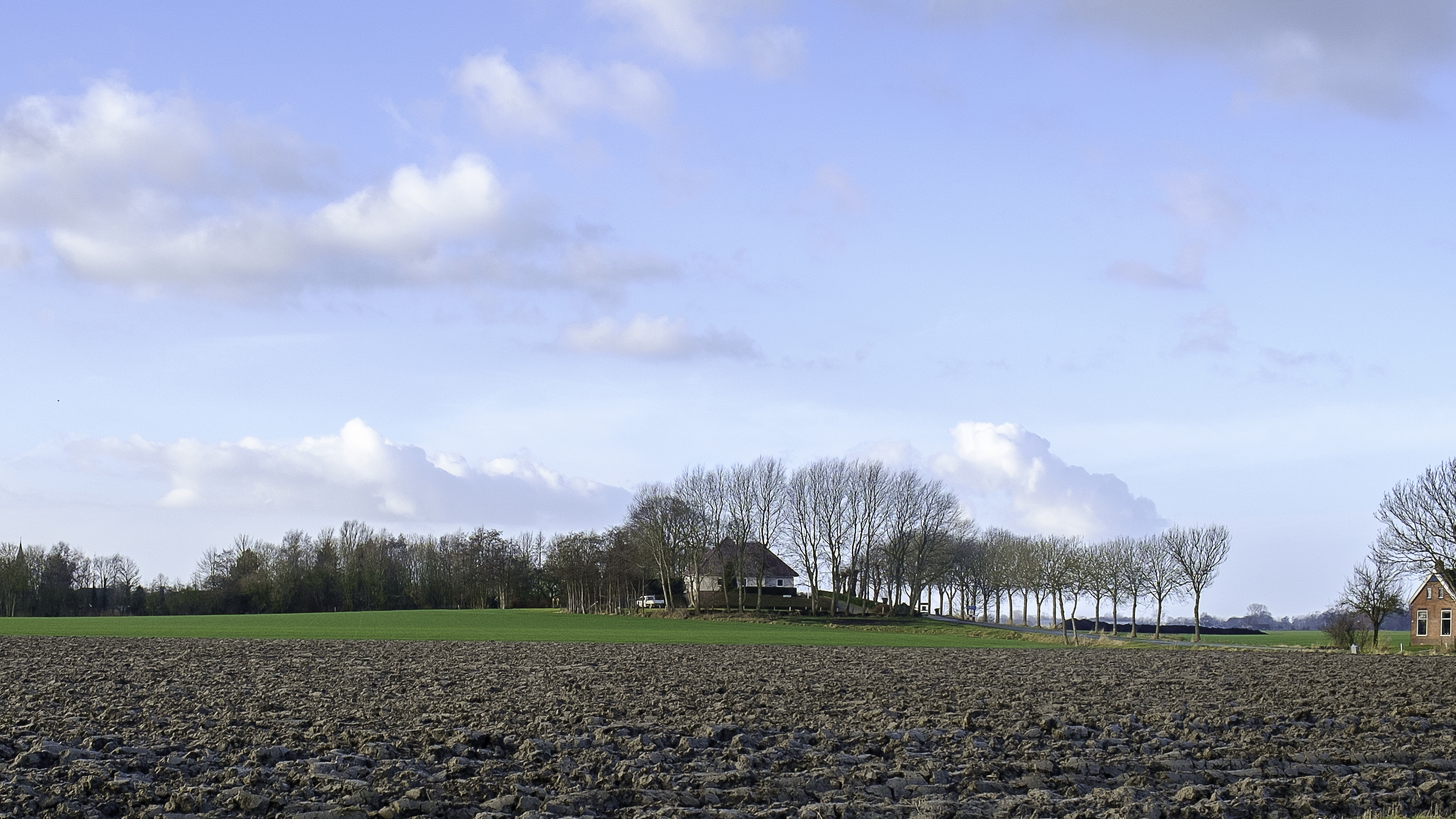
Eenumerhoogte

Eenumerhoogte, vroeger ook Oostrum genoemd, is een deels afgegraven wierde ten oosten van het gelijknamige dorp Eenum, aan de weg naar Leermens. De wierde wordt vaak de hoogste wierde in Groningen genoemd, maar is met een hoogte van 5,4 meter lager dan de wierden van onder meer Godlinze, Eenum en Leermens.
De eerste bewoningssporen van de wierde gaan terug tot de 3e eeuw. De wierde speelde een rol bij de rechtstoel van het Eesterrecht. Tussen 1910 en 1930 werd het deel van de wierde ten noorden van de weg afgegraven, waarbij een vroegmiddeleeuws grafveld werd ontdekt, dat werd onderzocht door Van Giffen. Bij de opgravingen werden onder andere de onderkaak van een bruine beer (Romeinse tijd of vroege middeleeuwen), een elandgewei, schedels van oerossen en een vogelbeeldje (3e eeuw) gevonden. Het grafveld is nog aanwezig in de bodem en vormt de belangrijkste reden dat de wierde is aangewezen als rijksmonument.
Op de wierde stond lange tijd een boerderij, die nadat een plan voor een park was afgeketst in 1996 wegens bouwvalligheid uiteindelijk werd gesloopt en vervolgens werd vervangen door een villa, die doorgaans in weinig vleiende bewoordingen wordt genoemd.
Groningen: Steden en dorpen      Nederland: Provincies · Gemeenten